# Viktor Iaroslavtsev
Viktor Mikhaïlovitch Iaroslavtsev - en russe : Виктор Михайлович Ярославцев et en anglais : Viktor Yaroslavtsev - (né le 16 juillet 1945 à Moscou en Union des républiques socialistes soviétiques - mort le 3 mars 1996) est un joueur professionnel russe de hockey sur glace.

## Carrière de joueur
Il a évolué dans le championnat d'URSS avec le HK Spartak Moscou. Il a remporté le titre en 1962, 1967 et 1969. Il termine avec un bilan de 340 matchs et 137 buts en élite. De 1974 à 1977, il a joué en Autriche avec le club de Kapfenberg.

## Carrière internationale
Il a représenté l'URSS à 17 reprises (3 buts) pendant six saisons de 1965 à 1970. Il a participé à une édition du championnat du monde.

## Statistiques
Pour les significations des abréviations, voir Statistiques du hockey sur glace.

### En équipe nationale
| Année | Équipe | Compétition |  | PJ | B | A | Pts | Pun           |  | Résultats |
| 1967  | URSS   | CM          |  |    |   |   |     | Médaille d'or |  |           |